# Royaume-Uni (Epcot)
Le pavillon du Royaume-Uni fait partie du World Showcase dans le parc à thème Epcot de Walt Disney World Resort situé à Orlando dans l'État de Floride aux États-Unis.
Le pavillon du Royaume-Uni est conçu de façon à ressembler à une ville anglaise depuis le XVIe siècle jusqu'au tournant du XXe siècle mais avec des bâtiments de plusieurs époques. À la différence de tous les autres pavillons, celui-ci s'ouvre sur l'arrière et aucun bâtiment n'avait semble-t-il été prévu pour fermer la perspective de la rue et du jardin situés derrière le pavillon.

## Le pavillon
Le pavillon s'organise en trois parties.
La première au bord du lagon accueille, derrière un ensemble de façade de style élisabéthain (1600), le Rose and Crown Pub and Dining Room un résumé d'aspect victorien (1890) de quatre types de pubs britanniques, citadin, dickensien, portuaire et campagnard. 
Le citadin daté de 1890 comprend des briques, des panneaux en bois d'acajou et des verres teintés, le dickensien s'inspire du pub Ye Olde Cheshire Cheese de Londres avec une terrasse ceinturée par un mur en brique, un toit bas et des murs recouvert de bois. Le style portuaire ou de bord de rivière présente une modeste façade en pierre, un toit en argile, une terrasse en pierre ceinturée d'une grille en fer forgé et des portes à battants décorées. Le style provincial ou campagnard présente une demeure du XVIIe ou XVIIIe, avec un toit bas, un extérieur en crépis  et des angles en pierre.
Il accueille bien entendu deux pubs, le Rose and Crown Pub sert des bières et divers alcools ainsi que du thé. Le second, la Rose and Crown Dining Room, donne sur le lagon et propose des repas aux saveurs britanniques. C'est l'un des meilleurs endroits pour admirer les spectacles nocturnes. Son enseigne comporte la mention Otium cum Dignitate (expression latine signifiant « loisir avec dignité »).
Les autres parties se situent de l'autre côté de la voie encerclant le lagon et accueillent des boutiques. Elles sont séparées par une rue en angle biseauté donnant sur une place.
La seconde partie au sud de la rue présente des demeures britanniques 
- La boutique Tea Caddy est d'un style typique du XVe siècle et est surnommée le cottage Anne Hathaway[3]. Elle est tenue par la célèbre marque Twinings.
- La boutique suivante Magic Of Wales propose dans une demeure à encorbellement du XVIe siècle vendant des poteries, des confiseries, des bijoux et des supports musicaux dont certains des Beatles.
- La maison suivante de deux niveaux, construite dans le virage et de style géorgien (XVIIe siècle), accueille la Queen's Table avec ses porcelaines, ses figurines, ses décorations florales et de la cristallerie[3].
- Le dernier bâtiment, la Queen Ann Room est de Style Regency (XVIIIe siècle) et poursuit les étals de la Queen's Table[3].

La troisième partie se situe de l'autre côté de la rue et est plutôt constituée de manoirs.
- Le premier manoir est sur sa façade orientale une réplique du palais de Placentia d'Henri VIII de style Tudor et sur sa façade australe celle de la demeure Abbotsford de Sir Walter Scott[3],[4]. Mais le Château de Hampton Court à l'architecture similaire est plus connu. Il accueille la boutique Toy Soldier qui propose des jouets, des poupées, des peluches et des livres.
- L'espace suivant, situé dans le virage, héberge la boutique Crown & Crest (anciennement Lords and Ladies) qui vend des parfums et des produits de bain. C'est une vieille demeure à encorbellement du XIXe siècle nommée Cantalier Buildings, comprenant quatre colonnes[3].
- Le bâtiment qui marque le côté nord de la place est de style plus récent et évoque Hyde Park au XVIIIe siècle. Il accueille la Sportsman Shoppe (anciennement Pringle of Scotland) qui permet d'acheter des vêtements des royaumes britanniques. Au premier étage, une fenêtre arbore les quatre blasons du Royaume-Uni : Angleterre, Écosse, Irlande du Nord et Pays-de-Galles[3].

Au sud de la place, le pavillon possède un labyrinthe végétal s'inspirant celui de Somerleyton Hall construit en 1984 en Angleterre. Un kiosque occupe le centre et marque l'entrée du « dédale » tandis que des arbres le masquent de l'International Gateway situé juste derrière.
Derrière le cottage d'Anne Hathaway un jardin appelé Butterfly and Knot Herb permet d'admirer la sophistication de l'art anglais du jardinage. Ils ont été inspirés des décors du film Mary Poppins (1964).

## Galerie

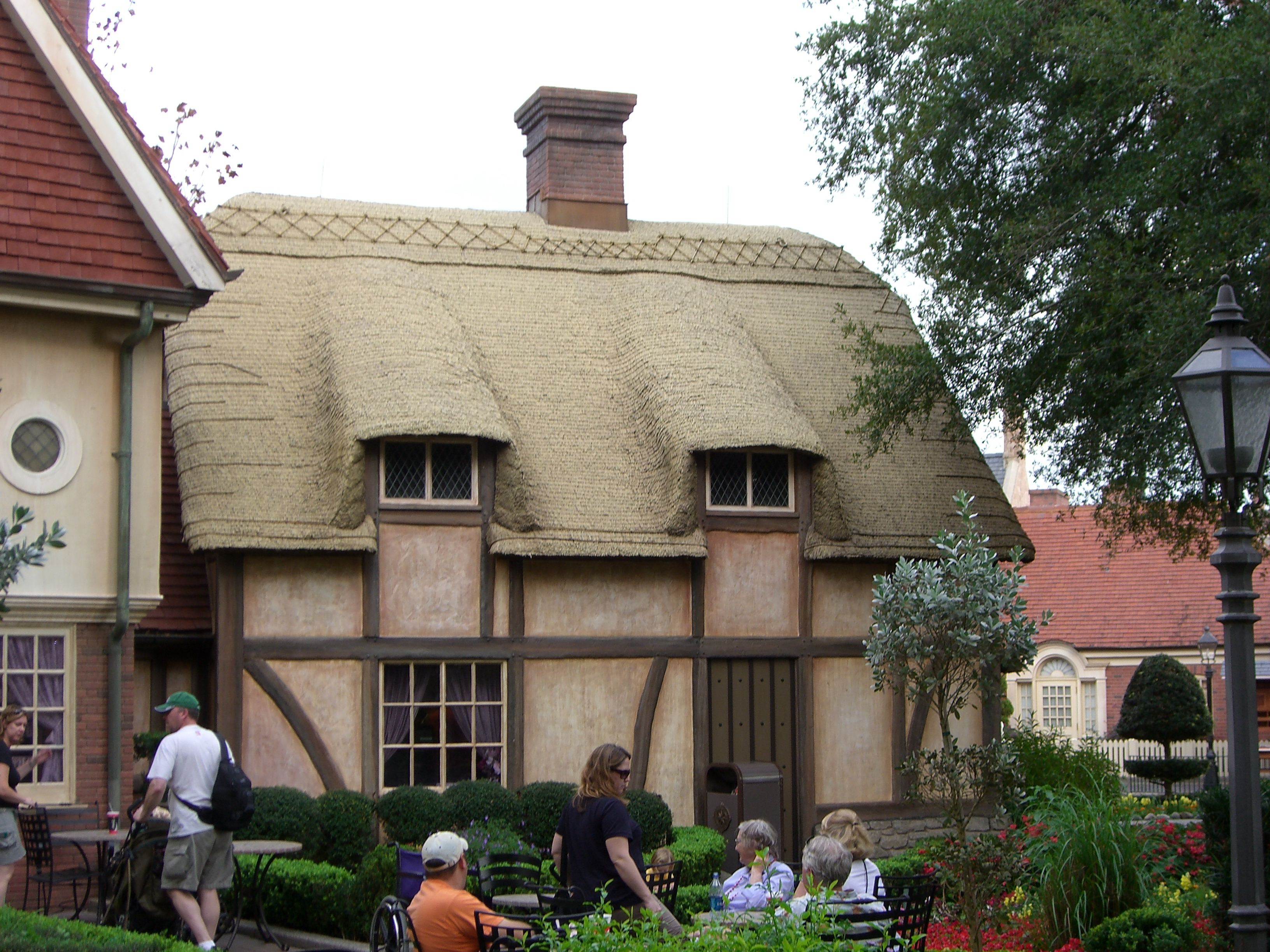
Cottage d'Anne Hathaway
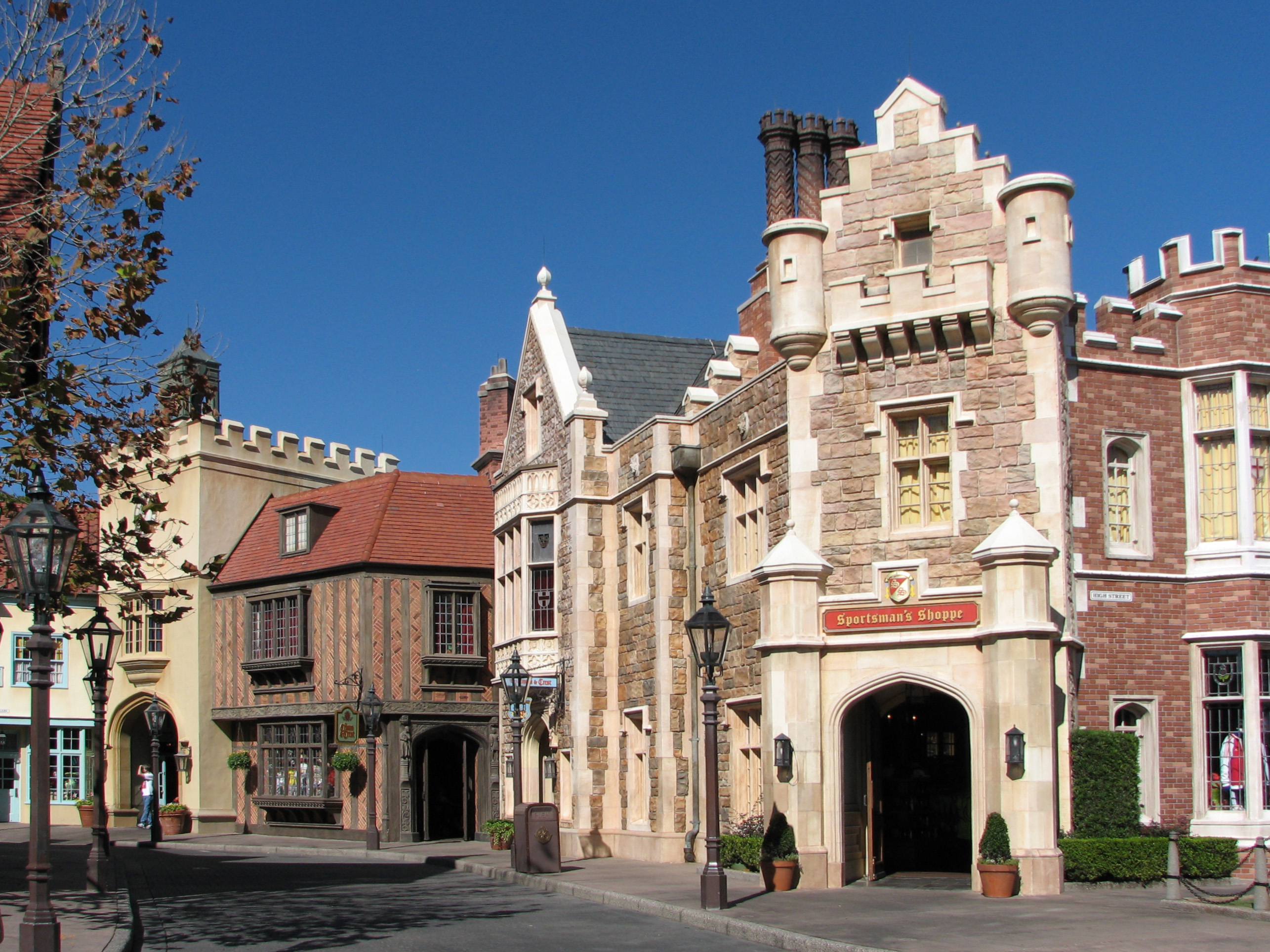
Rue principale